# IC 4524
IC 4524 је спирална галаксија у сазвјежђу Волар која се налази на листи објеката дубоког неба у Индекс каталогу.
Деклинација објекта је + 25° 36' 2" а ректасцензија 15h 2m 6,2s. Привидна величина (магнитуда) објекта IC 4524 износи 14,9 а фотографска магнитуда 15,6. IC 4524 је још познат и под ознакама CGCG 134-68, IRAS 14599+2547, PGC 1742463.